# Cres - rt Grota - Merag
Cres - rt Grota - Merag este o arie protejată (sit de importanță comunitară — SCI) din Croația întinsă pe o suprafață de 324,76 ha, integral marine.

## Localizare
Centrul sitului Cres - rt Grota - Merag este situat la coordonatele 45°03′32″N 14°22′34″E / 45.059°N 14.376°E.

## Înființare
Situl Cres - rt Grota - Merag a fost declarat sit de importanță comunitară în iulie 2013 pentru a proteja un număr necunoscut de specii din flora spontană și fauna sălbatică aflate în arealul zonei.

## Biodiversitate
Situată în ecoregiunea marină mediteraneană, aria protejată conține 1 habitat natural: Recifuri.
La baza desemnării sitului se află un număr nedeclarat de specii protejate.